# Daniel de Carvalho (professor)
Daniel Diniz de Carvalho  é um veterinário, professor universitário e pesquisador brasileiro. É professor na Universidade de Toronto, Canadá. Seus interesses de pesquisa incluem epigenética, bioinformática e imunoterapia contra o câncer.

## Carreira
Formou-se em veterinária pela UnB em 2006 e recebeu título de doutor em imunologia pela USP em 2009 sob orientação do Professor Dr. João Gustavo Pessini Amarante Mendes.
Entre 2010 e 2012, realizou estágio de pós-doutorado na Universidade do Sul da Califórnia (EUA) sob orientação do Professor Dr. Peter A. Jones.
Em 2012, entrou para o quadro de docentes da Universidade de Toronto no Canadá.

## Prêmios e honrarias
Em 2010, seu trabalho de doutoramento foi agraciado com o Prêmio Capes de Teses na área Ciências Biológicas III
Em 2020, foi eleito membro "New Scholar" para a Sociedade Real do Canadá.

## Publicações
Algumas publicações em periódicos científicos.
- Nucleolar RNA polymerase II drives ribosome biogenesis (artigo científico Nature, 2020)[8]
- Detection and discrimination of intracranial tumors using plasma cell-free DNA methylomes (artigo científico, Nature Medicine, 2020)[9]
- Epigenetic therapy in immune-oncology (artigo de revisão, Nature Review Cancer, 2019)[10]
- TGF-β-associated extracellular matrix genes link cancer-associated fibroblasts to immune evasion and immunotherapy failure (artigo científico, Nature Communications, 2018)[11]
- DNA Methylation Screening Identifies Driver Epigenetic Events of Cancer Cell Survival (artigo científico, Cell Cancer, 2012)[12]
- Epigenetic modifications as therapeutic targets (artigo científico, Nature Biotechnology, 2010)[13]